# Дубовой (Обливский район)
Дубовой — хутор в Обливском районе Ростовской области.
Входит в состав Обливского сельского поселения.

## География
На хуторе имеются две улицы — Овражная и Сосновая.

## Население
| 2010 |
| ---- |
| 113  |